# دانيال ميس (فارس خيول)
دانيال ميس (بالإنجليزية: Daniel Mace؛ 28 مايو 1834 – 19 أبريل 1885) كان فارس سباقات خيول الهارنس (Harness Racing) ومدربًا أمريكيًا بارزًا في القرن التاسع عشر، ويُعد أحد الشخصيات المؤثرة في تطوير هذه الرياضة في الولايات المتحدة. تم إدخاله إلى قاعة مشاهير سباقات الهارنس الأمريكية عام 1977.

## الحياة المبكرة
وُلد ميس في جرينفيل بولاية إنديانا عام 1834. أظهر منذ صغره اهتمامًا وتفوقًا في ترويض الخيول وقيادتها، مما قاده للعمل في مجال سباقات الهارنس في سن مبكرة.

## المسيرة في سباقات الهارنس
برز ميس كأحد أفضل سائقي عربات الهارنس في عصره، وارتبط اسمه بعدد من الخيول الشهيرة التي حصدت بطولات كبرى، منها الحصان الأسطوري "Ethan Allen" الذي كان من أبرز الخيول القياسية في القرن التاسع عشر.
عرف بأسلوبه المتقن في القيادة وقدرته على تحقيق أفضل أداء من الخيل، مما أكسبه شهرة واسعة بين ملاك ومدربي الخيول في جميع أنحاء الولايات المتحدة.

## أشهر السباقات والانتصارات
شارك ميس في العديد من السباقات البارزة في النصف الثاني من القرن التاسع عشر، وكان اسمه حاضرًا في سباقات رئيسية أقيمت في حلبات مشهورة مثل هارلم لين (Harlem Lane) في نيويورك وميتشيغان أفينيو تراك (Michigan Avenue Track) في شيكاغو.
من أبرز إنجازاته كان قيادته للحصان "Ethan Allen" في سلسلة سباقات استعراضية ضد خيول قياسية أخرى، حيث استطاع تحقيق أزمنة قياسية عززت مكانته كأحد أفضل السائقين في عصره. كما قاد خيولًا أخرى مثل "Lady Suffolk" و"Goldsmith Maid" في منافسات محلية وإقليمية، وحقق معها انتصارات لفتت الأنظار إلى مهاراته الفريدة في التعامل مع الخيول عالية المستوى.
عرف ميس أيضًا بقدرته على التكيف مع ظروف السباق الصعبة، سواء على حلبات الطين بعد الأمطار أو في المسافات الطويلة التي تتطلب قدرة تحمل عالية من الخيل والسائق على حد سواء.

## الإرث
توفي دانيال ميس في فورت واين، إنديانا، عام 1885، لكن إرثه في عالم سباقات الهارنس بقي حاضرًا لعقود طويلة. في عام 1977، تم تكريمه بإدخاله إلى قاعة مشاهير سباقات الهارنس الأمريكية تقديرًا لمساهماته البارزة في هذه الرياضة.